# Odontosyllis brevipes
Odontosyllis brevipes är en ringmaskart som beskrevs av Hartmann-Schröder 1959. Odontosyllis brevipes ingår i släktet Odontosyllis och familjen Syllidae. Inga underarter finns listade i Catalogue of Life.